# Hiszpania na Zimowych Igrzyskach Olimpijskich 1964
Hiszpanię na Zimowych Igrzyskach Olimpijskich 1964 reprezentowało sześciu zawodników (sami mężczyźni), którzy startowali tylko w narciarstwie alpejskim. Był to szósty start reprezentacji Hiszpanii na zimowych igrzyskach olimpijskich.

## Skład kadry

### Narciarstwo alpejskie
Mężczyźni
| Zawodnik        | Konkurencja        | Konkurencja        | Konkurencja              | Konkurencja              | Konkurencja         | Konkurencja         | Konkurencja             | Konkurencja             |
| Zawodnik        | Zjazd              | Zjazd              | Slalom gigant            | Slalom gigant            | Slalom specjalny    | Slalom specjalny    | Slalom specjalny        | Slalom specjalny        |
| Zawodnik        | Czas               | Pozycja            | Czas                     | Pozycje                  | Czas 1-go przejazdu | Czas 2-go przejazdu | Czas łączny             | Pozycja                 |
| --------------- | ------------------ | ------------------ | ------------------------ | ------------------------ | ------------------- | ------------------- | ----------------------- | ----------------------- |
| Juan Garriga    | 2:32,85            | 41.                | 2:03,85                  | 38.                      | 59,53               | Dyskwalifikacja     | Odpadł w kwalifikacjach | Odpadł w kwalifikacjach |
| Javier Masana   | 2:33,52            | 43.                | Nie ukończył konkurencji | Nie ukończył konkurencji | 1:22,10             | 1:13,57             | 2:35,67                 | 37.                     |
| Francisco Prat  |                    |                    | 2:15,79                  | 58.                      |                     |                     |                         |                         |
| Jorge Rodríguez | Nie ukończył biegu | Nie ukończył biegu |                          |                          |                     |                     |                         |                         |
| Luis Sánchez    |                    |                    |                          |                          | 1:02,40             | 1:00,56             | Odpadł w kwalifikacjach | Odpadł w kwalifikacjach |
| Luis Viu        | 2:30,35            | 35.                | 2:00,83                  | 32.                      | 1:14,06             | 1:03,18             | Odpadł w kwalifikacjach | Odpadł w kwalifikacjach |